# Scipione di Manzano
Scipione di Manzano (Cividale del Friuli, 14 novembre 1560 – Cividale del Friuli, 26 febbraio 1596) appartenente al nobile casato dei conti di
Manzano.

## Biografia

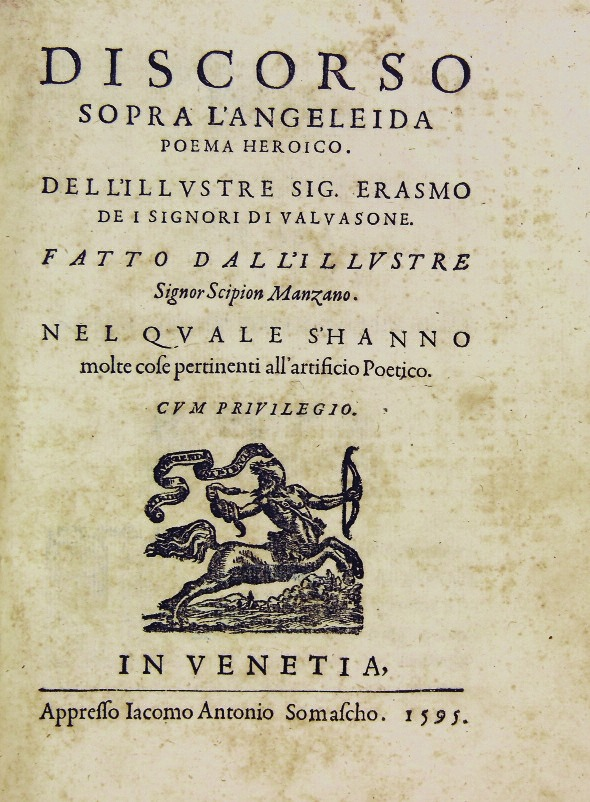
Frontespizio de Discorso sopra l'Angeleida

Nato a Cividale del Friuli dal nobile Giovanni Battista e dalla nobildonna udinese Floria Florio, iniziò gli studi presso le scuole cittadine, ma ancora in giovane età si trasferì a Venezia, dove ebbe l'opportunità di conoscere alcuni letterati, tra i quali Vincenzo Giusti, Marcantonio Fiducio e Giovanni d'Attimis, che accesero in lui l'amore per la poesia.

Rientrato a Cividale, il 13 luglio 1579 sposò la nobile Elena di Giacomo di Mels di Cividale, dalla quale ebbe sei figlie e un figlio, Giovanni Battista. Da allora  fino all'ultimo dei suoi giorni si dedicò agli incarichi pubblici e alla sua passione letteraria: grande conoscitore dei classici e di Dante, aveva una particolare predilezione per il poema eroico-cavalleresco e principalmente per Torquato Tasso, che tentò di emulare per tutta la vita, sia dl punto di vista letterario, sia come rappresentazione fisica dell'eroe epico. Ad esempio, il 17 aprile 1580 Federico Savorgnan, luogotenente della Patria del Friuli, organizzò una celebre giostra, alla quale il Manzano si presentò 
Nel 1592 pubblicò presso l'editore Salicato di Venezia la prima opera nota, con il titolo Le lagrime di penitenza di David, ispirata a un analogo scritto di Erasmo di Valvasone. 
Per diritto di nascita fu membro del consiglio cittadino e divenne anche provveditore della comunità e in queste vesti, il 15 aprile 1594 nel duomo di Cividale, di fronte al nuovo patriarca di Aquileia Francesco Barbaro, declamò un'orazione funebre in memoria del precedente patriarca Giovanni Grimani, morto l'anno prima. L'orazione venne pubblicata l'anno successivo dall'editore padovano Pasquati con il titolo Lagrime nelle esequie fatte da Cividale di Friuli per la morte di mons. patriarca Giovanni Grimani d'Aquileia. 
Sempre del 1594 è la prima opera di poesia, frutto di una personale rielaborazione delle auctoritates: si tratta de' I primi tre canti del Dandolo. Poema eroico dell'illustre signor Scipione da Manzano. Con le annotazioni del signor Nicolò Claricino, stampato a Venezia per i tipi di Francesco Bariletti. Il poema, dedicata al doge Pasquale Cicogna e a Giambattista Padavino, segretario del Senato veneziano, si proponeva di celebrare la conquista di Costantinopoli, avvenuta nel 1204, al termine della quarta crociata ad opera dei veneziani guidati dal doge Enrico Dandolo, celebrando al tempo stesso il prestigio della Serenessima Repubblica raggiunto sotto il dogato del Cicogna (1585-1595). Modello di riferimento è la Gerusalemme liberata del Tasso, che viene citata nell'incipit e nello sviluppo della trama. L'opera del Manzano si svolge seguendo i principî aristotelici dell'unità di azione e di luogo, però con alcune concessioni al romanzo, in un equilibrio ideale che sancisce la superiorità della poesia epica su quella cavalleresca.
Proprio in questo contesto l'anno successivo pubblicò, sempre a Venezia presso G. A. Somasco, un'opera in prosa, Discorso sopra l'Angeleida per difendere il suo autore, Erasmo di Valvasone, da alcune critiche che gli erano state mosse per l'eccessiva libertà nei confronti delle regole aristoteliche. Nell'opera affermò che  
proprio perché il poema epico, oltre che dilettare il lettore, si prefigge anche finalità morali ed educative.
Morì il 26 febbraio 1596 assassinato dal cugino Leonardo, in seguito ad una furiosa lite, scoppiata nei pressi del Ponte del Diavolo, tra le due fazioni in cui era divisa la città di Cividale ed anche la famiglia Manzano.
Soltanto nel 1600, per interessamento del figlio Giovanni Battista, fu pubblicata postuma  Aci: favola marina del molto illustre signor […] sotto il velo della quale si loda la serenissima Republica di Venetia: dedicata all’illustrissimo signor Almoro Zane. Si tratta di  una favola in cinque atti con prologo, in endecasillabi e settenari, senza un preciso schema di rime che, raccontando il mito della ninfa Galatea e del pastore Aci, intendeva tessere le lodi della Serenissima Repubblica di Venezia. Ad esempio, nell'incipit quando descrive il piano dell'opera, al momento di descrivere il matrimonio tra Galatea ed Aci, 
Come riportato da Giovanni d'Attimis, che poté vedere i manoscritti, l'autore si proponeva importanti modifiche all'opera, inserendo per ogni atto un coro dedicato all'amore e menzionando le principali famiglie patrizie veneziane,  per conferire così all'opera un aspetto esplicitamente encomiastico e più consono ai dettami controriformistici.